# Юрасов, Игорь Евгеньевич
Игорь Евгеньевич Юрасов (10 ноября 1922 — 2 марта 1985) — советский конструктор ракетно-космической техники, заместитель С. П. Королёва (1963—1966), Герой Социалистического Труда (1961), кандидат технических наук,   лауреат Ленинской премии (1957).

## Биография
Родился во Владимире. Русский. Выпускник Московского авиационного института имени С. Орджоникидзе 1946 года. С 1947 года работал в отделе №3 специального конструкторского бюро НИИ-88 (ОКБ-1, НПО «Энергия»)  сначала старшим инженером, затем начальником группы, лаборатории, сектора, отдела.
С начала 1954 года — заместитель технического руководителя ОКБ-1 Б. Е. Чертока. В 1958 году защитил диссертацию и стал кандидатом технических наук. На коллектив отдела И. Е. Юрасова возлагалась разработка систем ориентации и навигации по оптическим датчикам, созданным НПО «Геофизика», систем управления бортовым комплексом, систем аварийного спасения (САС) и антенно фидерных систем, а для беспилотных полётов-систем аварийного подрыва (АПР). Участник работ по созданию первых отечественных баллистических ракет дальнего действия Р-5, Р-7, Р-11 и проектировании и создании бортовых систем первых отечественных аппаратов «Зенит», которые фотографировали для нужд Министерства обороны СССР поверхности Земли. Один из ведущих руководителей работ по созданию и совершенствованию системы управления спуском с орбиты на землю возвращаемых аппаратов беспилотных (отработочных) и пилотируемых кораблей «Восток», «Восход», «Союз», кораблей по лунным программам Л-1, Н-1, Л-3. Работал в крупнейших организациях в области авиационной и аэрокосмической промышленности: начальником отдела ОКБ-1, заместителем главного конструктора С. П. Королёва (1963—1966), заместителем руководителя комплекса ЦКБЭМ Б. Е. Чертока (1966—1974), научным руководителем темы, научным консультантом ГКБ НПО «Энергия» (1974—1981). Кроме инженерной работы, Игорь Евгеньевич уделял много времени научной работе: автор и соавтор более 80 научных трудов, статей и изобретений.
Указом Президиума Верховного Совета СССР от 17 июня 1961 года за выдающиеся заслуги в создании образцов ракетной техники и обеспечении успешного полёта человека в космическое пространство начальнику отдела управления ОКБ-1 Государственного комитета Совета Министров СССР по оборонной технике Игорю Евгеньевичу Юрасову присвоено звание Героя Социалистического Труда с вручением золотой медали «Серп и Молот» и ордена Ленина.
Проживал в г. Королёв (Калининград) Московской области. Умер 2 марта 1985 года на 63-м году жизни. Похоронен на Введенском кладбище (участок № 8).

## Семья
Супруга Юрасова Галина Антоновна (1921—2002) — инженер-конструктор, проработавшая в тех же организациях, что и муж, более 40 лет. Дети: Ольга, Владимир. Внуки: Екатерина, Елена, Ольга. Правнуки: Алиса, Адам.

## Награды
- золотая медаль «Серп и Молот» (1961);
- Ленинская премия (Постановление от 18 декабря 1957 г. № 1418—657)[1];
- орден Ленина (1961);
- орден Трудового Красного Знамени (1956);
- медаль «За доблестный труд в Великой Отечественной войне 1941—1945 гг.» (1946).
- другими медалями СССР.